# Carl "Skomager" Hansen
Carl "Skoma'r" Vilhelm Hansen (født 17. maj 1898 i København, død 19. maj 1978 i Hjortekær) var en dansk landsholdsspiller i fodbold og den første danske fodboldspiller, der blev professionel i udlandet. 
Carl "Skoma'r" skabt sig tidligt et ry som en farlig angriber i den københavnske klub B 1903 hvor han spillede 1915-1921. B 1903 som var forsvarende danske mestre og mødte de professionelle, skotske stjerner fra Glasgow Rangers ved ”Stævnet”s turnering i Københavns Idrætspark i foråret 1921. Danskerne tabte ganske vist kampen 2-1, men skotterne blev imponerede af danskerne. Især blev de imponeret af Carl "Skoma'r", der brillerede med fremragende angrebsspil og en attitude, der var en professionel værdig. I løbet af efteråret 1921 fik Glasgow Rangers og B 1903 forhandlet sig på plads, og Carl "Skoma'r" blev dermed den første danske fodboldspiller der blev professionel i udlandet. Han blev købt af Rangers for tyve pund, eller som han selv sagde det: 10 kilo!. Han blev meget populær i Glasgow og blev omtalt som "The Great Little Dane" og "The Little Shoemaker" og blev den første udlænding der scorede i en "Old Firm match". Han var med til at vinde det skotske mesterskab for Rangers i 1923, 1924 og 1925. Hans professionelle karriere blev imidlertid kort. Et brækket ben stoppede karrieren efter kun fire sæsoner i Skotland. Da han vendte hjem til Danmark erhvervede han efter to års karantæne sine amatørrettigheder og spillede igen for sin gamle klub B 1903 frem til 1928. 
Klubskiftet til Glasgow Rangers blev enden på Carl "Skoma'rs" landsholdskarriere, da DBU dengang ikke tillod professionelle at spille med på landsholdet. Denne regel var faktisk gældende frem til maj 1971, hvor det danske landshold for første gang stillede med op med en række udlandsprofessionelle på holdet og tabte 5-0 til Portugal. På grund af denne – set med vor tids øjne - mærkværdige - DBU-regel nåede Carl "Skoma'r" kun syv kampe på A-landsholdet i årene 1918-21 og scorede tre mål, deraf to mål i debuten som 20-årig mod Sverige. Samme år scorede han sit tredje og sidste landskampsmål, da Danmark slog Norge 4-0. Ellers var hans korte tid på landsholdet især præget af den enorme skuffelse, han oplevede, da han blev sat af landsholdet ved OL i Antwerpen, Belgien, 1920. De danske ledere satte uden nogen form for varsel Carl "Skoma'r" af OL-holdet, fordi han ville have morgenmad på værelset. 
Efter den aktive karriere blev Carl "Skoma'r" fodboldtræner. Han trænede AB’s juniorer med stor succes op gennem 1930’erne. Han vandt DM med AB og vendte så tilbage til B 1903 som professionel træner - på et tidspunkt da sædvanen i dansk fodbold var, at træneren var ligeså meget amatør som spillerne. Fra 1943 og til 1948 trænede han B 1903s bedste seniorer og ynglinge. Han var træner for det danske fodboldlandshold under dets deltagelse ved de olympiske lege i Helsingfors i 1952. 
Carl "Skoma'rs" lillebror Henry, som aldrig blev professionel i udlandet, spillede fra debuten i 1922 - 38 kampe på A-landholdet og scorede ti mål.
I 1943, under anden verdenskrig blev Carl "Skoma'r" arresteret og idømt 4 måneders fængsel for at have generet en tysker. Han sad fire måneder i dansk fængsel og i den tyske KZ-lejr i Neumünster. Dette påvirkede senere hans nervesystem meget. 
Sit tilnavn fik han efter faderens erhverv som Skoma'r.
Carl "Skoma'r" er begravet på Bispebjerg Kirkegård.

## Klubkarriere
- Østerbros Boldklub -1915
- B 1903 1915-1921
- Glasgow Rangers (Skotland) 1921-1925
- B 1903 1925-1918

## Eksterne kilder
- Carl "Skomager" Hansen i Frihedsmuseets modstandsdatabase
- Carl "Skomager" Hansen på gravsted.dk
- Voresfodbold.dk Carl "Skoma'r (Webside ikke længere tilgængelig)
- Carl "Skoma'r" Hansens profil på Olympedia (engelsk)
- Carl "Skoma'r" Hansens spillerprofil i DBU's Landsholdsdatabase
- Carl "Skoma'r" Hansens profil hos EU-football.info (engelsk)
- Carl "Skoma'r" Hansens spillerprofil på Transfermarkt (engelsk)